# Международный Стамбульский выставочный и конгресс-центр Лютфи Кырдар
Международный Стамбульский выставочный и конгресс-центр Лютфи Кырдар, часто называемый Istanbul Lütfi Kırdar ICEC или просто ICEC, (тур. İstanbul Lütfi Kırdar Uluslararası Kongre ve Sergi Sarayı), ранее Стамбульский спортивный и выставочный зал (İstanbul Spor ve Sergi Sarayı), — многофункциональный конференц-комплекс, расположенный в квартале Харбие стамбульского района Шишли.
Международный Стамбульский выставочный и конгресс-центр Лютфи Кырдар вместе с Выставочным центром Румели, своей пристройкой, принимает у себя важные собрания, ярмарки, концерты, выставки, а также социальные и культурные мероприятия

## История
После сенсационного успеха турецких борцов на чемпионате Европы по борьбе 1947 года и Олимпийских играх в Лондоне в 1948 году было принято решение провести 1949 чемпионат Европы по борьбе 1949 года в Стамбуле. Однако, в городе не существовало крытого спортивного объекта, подходящего для проведения этого соревнования. Итальянский архитектор Паоло Вьетти-Виоли (1882—1965) и турецкие архитекторы Шинаси Шахингирай и Фазыл Айсу, ранние работавшие над стадионом Долмабахче в 1939 году, подготовили проект необходимой арены.
Строительство Стамбульского спортивного и выставочного зала здания началось 30 января 1948 года в присутствии городского губернатора и мэр Лютфи Кырдара (1887—1961). Он отказался от предложения главы Стамбульской федерации футбола и атлетов присвоить будущему зданию его имя, назвав эту инициативу неэтичной, так как он был ещё живы и находился в государственной должности.
Сразу после завершения строительства арена была открыта 3 июня 1949 года, принимая у себя чемпионат Европы по борьбе. Следующим мероприятием, состоявшимся в Стамбульском спортивном и выставочном зале, была Стамбульская международная торгово-промышленная выставка, проходившая 2 октября 1949 года.
В центральном большом зале с вместимостью в 7000 человек проходило множество различных национальных и международных спортивных событий: баскетбол, гандбол, волейбол, бокс, тяжёлая атлетика, борьба, катание на коньках, хоккей на льду и фигурное катание, а также цирковые шоу. При необходимости здание в течение многих лет принимало у себя ярмарки, концерты, встречи и выставки за счёт использования других залов.
17 февраля 1988 года зал был назван в честь Лютфи Кырдара, умершего за 27 лет до этого. В 1996 году зал был преобразован в конференц-центр для проведения Хабитат II, второй конференции Организации Объединенных Наций по содействию стратегии развития городов, жилищного строительства решения городских экологических проблем. Тогда же он получил своё нынешнее название.
Для удовлетворения растущего спроса в проведениях мероприятий здание было расширено с появлением в 2000 году пристройки под названиеми Выставочный центр Румели.
Для проведения в 2009 году Ежегодной встречи МВФ и группы Всемирного банка центр был расширен за счёт 9-уровневой подземной структуры с площадью в 120 м.

## Объекты
Центр Лютфи Кырдара — главное здание комплекса, состоящего также из аудитории Анадолу вместимостью 2000 человек, Мраморного зала, двух залов Топкапы, трёх залов Долмабахче, зала Галата, зала Халич, трёх конференц-залов Султан, трёх конференц-залов Барбарос, четырёх конференц-залов Левент и VIP-залов.
Центр Румели занимает площадь в 7 000 м пространства в качестве ведущей бальной и ярмарочной площадки в центре Стамбула. Верхний уровень, вмещающий до 3500 гостей на территории в 2 100 м разделён на четыре независимые зоны с 1900 м фойе. Нижний уровень обладает отдельным входом. Конференц-зал Хисар, малые конференц-залы в мезонине и терраса Румели также входят в Центр Румели.
Традиционный ресторан Boğaziçi Borsa, открытый семь дней в неделю и способный принять 250 гостей, расположен в центре Лютфи Кырдара.
Здания связано проходом со Стамбульский Конгресс-центр и отель harbiye Мухсина Эртугрула этап по улице, закрытой для движения. Парковка комплекса рассчитана на 1 000 транспортных средств.